# A contratiempo (película de 1982)
A contratiempo es una película española dirigida por Óscar Ladoire con Fernando Trueba como director ejecutivo en escenarios naturales de Galicia y Madrid. El género se podría definir como drama sentimental entre un hombre maduro y una adolescente. Estrenada en España en 1982 en color.

## Argumento
Tras el estreno en Madrid de Cae la noche, la última película del director Félix Ortiz, éste emprende un viaje  a Galicia. Distanciándose de su entorno habitual pretende encontrar una nueva historia que contar. En una parada de su ruta conoce a Clara, una adolescente que viaja sin rumbo y que le convence para que la acompañe durante parte del trayecto. Después de varios intentos frustrados para librarse de ella, Félix acaba por aceptar que le acompañe hasta Finisterre. La gran diferencia de edad dificulta su mutuo entendimiento, pero no impide que él comience a sentir algo por ella. Félix, asustado de sus sentimientos, llama al padre de Clara para que la recoja en un determinado lugar. A Clara no le quedará más remedio que reincorporarse a su vida familiar no sin antes prometerle al director que volverá a por él cuando tenga edad. 
Referencia actualizada en versión australiana en la Miniserie de TV "Upright".

## Reparto principal
- Mercedes Resino como Clara
- Óscar Ladoire como Félix
- Fernando Vivanco como actor
- Paco Lobo como Detective y como diseñador del petate de Clara, maleta y porta-trajes de Félix
- Helios Manríquez como marqués de Baixeras
- Almudena Grandes como arqueóloga
- Juan Cueto como padre de Clara
- Gonzalo Suárez como hombre de Finisterre
- Rafael García Martos como Goyo
- Manuel Huete como recepcionista
- Antonio Resines como agente
- Raúl Palacios como padre de Félix
- Carlos Boyero como crítico
- Salvador Gómez Calle como recepcionista 2
- Beatriz Elorrieta como Elena
- Lesley-Anne Down como la actriz
- Fernando De Bran
- Ana Huete como camarera y productora delegada

## Banda sonora
Canción "A Contratiempo", interpretada por Chicho Sánchez Ferlosio. Letra: Agustín García Calvo. Música: José Antonio Sánchez Ferlosio. A contratiempo es un disco de Chicho Sánchez Ferlosio, grabado en 1978 y reeditado en CD en 2007. El título corresponde a una de las canciones del disco, en la cual se pide a las carabelas de Colón que retornen a puerto.
Orquesta "Los Dominantes". Vivero
Música: Arie Dzierlatka

## Ficha de escenarios exteriores
Finisterre, Noya, O Pindo, San Andrés de Teixido, Cervo, Lugo, Sargadelos, Vivero, La Toja, Cambados, Samil, Santiago de Compostela, Madrid.

## Dedicatoria
Jonás Grouchito y León Tristán